# Lucian Iancu
Lucian Spiru Iancu, alintat „Lucică” sau „Lulă”, (n. 3 februarie 1940, Constanța, România – d. 20 noiembrie 2024) a fost un actor și regizor român de teatru și film. A jucat peste 60 de roluri în spectacole de teatru, precum și roluri în peste 20 de filme de cinema și de televiziune, și a condus Teatrul Dramatic din Constanța în trei rânduri (1984–1985, 1994–1998 și 2001–2004).

## Biografie

### Primele roluri
S-a născut în 3 februarie 1940 la Constanța (sau, după alte surse, la Botoșani), în familia ofițerului de marină civilă Gheorghe Iancu și a soției sale, Claudia, și a urmat cursurile Liceului Teoretic „Mircea cel Bătrân”, care pe atunci era o instituție de învățământ de cultură generală. A absolvit cursurile Institutului de Artă Teatrală și Cinematografică „I.L.Caragiale” din București în 1964, la clasa profesorului Jules Cazaban, căruia îi datora, potrivit propriei sale mărturisiri, pofta sa permanentă de joc.
A debutat ca actor în anul 1964 la Teatrul „Mihai Eminescu” din Botoșani, unde a debutat cu un rol dificil: Cyrano de Bergerac din piesa omonimă a lui Edmond Rostand, iar apoi a jucat în piesele Noaptea încurcăturilor de Oliver Goldsmith și Omul cel bun din Seciuan de Bertolt Brecht, puse în scenă de Andrei Șerban la Teatrul Tineretului din Piatra Neamț în perioada 1968–1969, și în piesa Diavolul și bunul Dumnezeu de Jean-Paul Sartre, pusă în scenă la Teatrul Mic din București în perioada 1983–1984.

### Actor și director la Constanța

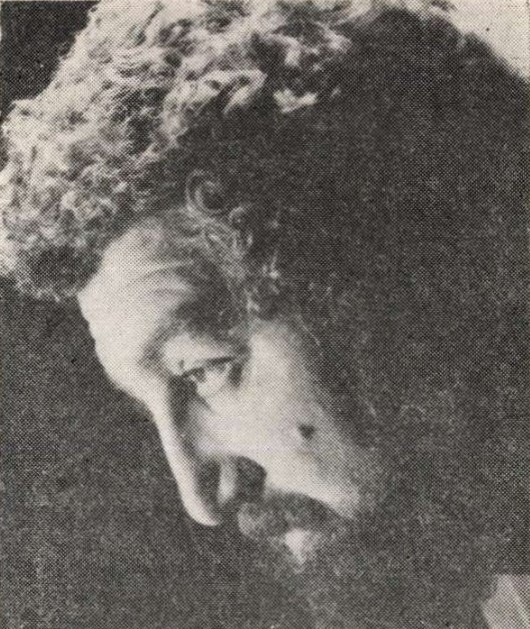
Actorul Lucian Iancu în 1983

Iancu s-a transferat în anul 1965 ca actor al Teatrului Dramatic „Ovidius” din Constanța, unde a fost distribuit în roluri numeroase și diverse, atât principale, cât și secundare. Printre rolurile pe care le-a interpretat pe scena teatrului din Constanța în această perioadă se numără Ianke din Take, Ianke și Cadîr de Victor Ion Popa (r. Gheorghe Jora, 1973), Falstaff din Nevestele vesele din Windsor de Shakespeare (r. Ion Maximilian, 1974), Peticarul din Nebuna din Chaillot de Jean Giraudoux (r. Ion Maximilian, 1976), Palaestrio din Miles Gloriosus de Plaut (r. Silviu Purcărete, 1976), Emilian din Cercul pătrat (Cvadratura cercului) de Valentin Kataev (r. Constantin Dinischiotu, 1977), Agamemnon din Legendele atrizilor (Covorul de purpură) (r. Silviu Purcărete, 1978), Scaur din Fântâna Blanduziei de Vasile Alecsandri (r. Constantin Dinischiotu, 1978), Onira din Scaunul de Tudor Popescu (r. Constantin Dinischiotu, 1979), C.A. Rosetti din Credința de Ion Coja (r. Constantin Dinischiotu, 1979), Pylade din Andromaca de Jean Racine (r. Gheorghe Jora, 1980), Raptusiewicz din Răzbunarea de Aleksander Fredro (r. Lucian Iancu, 1980), Tatăl din Jocul vieții și al morții în deșertul de cenușă de Horia Lovinescu (r. Gheorghe Jora, 1981), Polymester din Hecuba de Euripide (r. Silviu Purcărete, 1981), Cavafu din Mielul turbat de Aurel Baranga (r. Ion Maximilian, 1982), Tudor din Nu ne naștem toți la aceeași vârstă de Tudor Popescu (r. Gheorghe Jora, 1982), Ciriviș din Capul de rățoi de George Ciprian (r. Dominic Dembinski, 1983), Profesorul de logică din Jucătorul de table de Ion Coja (r. Ion Maximilian, 1983) și Lunardo din Bădăranii de Carlo Goldoni (r. Dominic Dembinski, 1984).
A jucat, de asemenea, în spectacole de operetă puse în scenă la Constanța și a apărut în peste 20 de filme de cinema și de televiziune, printre care B.D. la munte și la mare (1971), Adio dragă Nela (1972), Apașii (1974), Pintea (1976), Pentru patrie (1978), Bună seara, Irina! (1980), Munții în flăcări (1980), Punga cu libelule (1981), Destinația Mahmudia (1981) și Un echipaj pentru Singapore (1982). A regizat piesa de teatru Răzbunarea de Aleksander Fredro în anul 1980. A tradus mai multe texte, pe care le-a publicat apoi în revista Tomis, iar unele dintre ele au fost reprezentate ulterior pe scenă. Meritele artistice ale actorului Lucian Iancu au fost recunoscute prin decernarea unor premii de interpretare la festivaluri naționale și locale: un premiu pentru un rol episodic în Cercul pătrat de Valentin Kataev la Festivalul de comedie de la Galați (1978) și un alt premiu pentru rolul Tatălui din Jocul vieții și al morții în deșertul de cenușă de Horia Lovinescu, în cadrul Festivalului național „Cîntarea României”, ediția a III-a.
Criticul de teatru Maria Marin a descris astfel personalitatea artistică a actorului Lucian Iancu într-un articol publicat în februarie 1983 în revista Teatrul: 
| “ | Stăpîn pe sine, practicînd un joc modern, nuanțat, cînd interiorizat, cînd impetuos, sarcastic, Lucian Iancu are acces la un repertoriu variat. Creațiile sale sînt colorate de o bogată fantezie, pline de vervă, pitorești și comunicative. | ” |

După ce s-a aflat timp de peste două decenii la conducerea Teatrului Dramatic din Constanța, actorul Jean Ionescu s-a retras din funcție și Lucian Iancu i-a succedat ca director în anul 1984. În calitate de director, Iancu a urmărit să creeze „un program limpede și pregnant”, materializat într-un repertoriu variat și echilibrat, format din piese clasice și contemporane, recitaluri de muzică și poezie și musicaluri, și într-un repertoriu estival de calitate, să coopteze actori tineri și regizori din generații diferite și să crească eficiența publicității spectacolelor pentru a atrage mai ales publicul tânăr la spectacolele teatrale. În primul său an de directorat au avut loc mai multe premiere: piesele Cuiul lui Pepelea de Victor Ion Popa, Jucătorul de table de Ion Coja, Bădăranii de Carlo Goldoni, Visul unei nopți de iarnă de Tudor Mușatescu și Milionarul sărac de Tudor Popescu și recitalul de muzică și poezie Lecție de dragoste la prima vedere al actorilor Liviu Manolache și Vasile Cojocaru, iar, într-un interviu din septembrie 1984, Iancu își anunța intenția și de a organiza în următoarele luni premiera pieselor O scrisoare pierdută de I. L. Caragiale și Hamlet de William Shakespeare. Cu ocazia aniversării a 40 de ani de la Lovitura de stat din 23 august 1944 și în cinstea Congresului al XIII-lea al P.C.R., Teatrul Dramatic din Constanța a organizat tot în 1984, sub egida C.C.E.S. și în colaborare cu Asociația Oamenilor de Teatru, a IV-a ediție a Festivalului de teatru politic, în cadrul căruia a prezentat în premieră piesa Passacaglia de Titus Popovici, în regia lui Dominic Dembinski. Colaborarea cu regizori cunoscuți și experimentați era un deziderat important, care putea conduce la „diversificarea modalităților stilistice”, iar primul care a acceptat să colaboreze cu Teatrul Dramatic din Constanța a fost Alexandru Tocilescu.

### Fuga din țară
Actorul Lucian Iancu a fost înscris pe lista de candidați pentru un post de deputat în Marea Adunare Națională la alegerile din 17 martie 1985. În ciuda faptului că era director de teatru și fusese propus candidat pentru Marea Adunare Națională, Iancu a încercat să plece ilegal din România la bordul mineralierului Uricani, condus de Florentin Scalețchi, care a fost deturnat către Istanbul.
Actorul fusese cooptat de căpitanul Florentin Scalețchi, comandantul mineralierului Uricani de 12.500 tdw, care intenționa să deturneze nava ce făcea atunci curse Constanța – Galați și să părăsească fraudulos România în direcția Istanbul. Scalețchi s-a îmbarcat pe navă în 15 martie 1985, alături de actorul Lucian Iancu și de timonierul Alexandru Mateescu, un prieten al comandantului. Plecarea a fost amânată din cauza ceții, iar Scalețchi a profitat de acest răgaz pentru a debarca câțiva marinari ce se ocupau cu siguranța navigației și a-i servi cu băuturi alcoolice, împreună cu Iancu, pe unii membri ai echipajului. Comandantul i-a trimis apoi pe unii ofițeri navali, care trebuiau să intre de cart, să se odihnească și a preluat el comanda navei, instalându-l la timonă pe Mateescu, căruia i-a fixat direcția sud în loc de nord. Mineralierul a părăsit portul Constanța la ora 23,00 și s-a deplasat în direcția dus până în dimineața zilei de 16 martie 1985, ora 7, când se afla deja în apele teritoriale ale Turciei. Secundul navei, Cornel Corbeanu, a observat a doua zi dimineața devierea direcției de navigație, i-a reținut, cu ajutorul restului membrilor echipajului, pe cei trei conspiratori și a readus nava în România.
După ajungerea navei în România, Iancu s-a prefăcut că nu știa nimic de planul comandantului Scalețchi, dar a fost arestat și dus, împreună cu acesta, la sediul Securității, unde au fost anchetați de o comisie condusă de ministrul de interne George Homoștean și șeful securității, Tudor Postelnicu. Tribunalul Militar Constanța a pronunțat sentința la 26 martie 1985: Florentin Scalețchi a fost condamnat la moarte pentru complot în vederea trădării și subminării politice a societății socialiste și comuniste din România, iar Alexandru Mateescu și Lucian Iancu au fost condamnați la câte 20 ani închisoare. Cazul fugarilor a devenit cunoscut în străinătate, iar posturile de radio din țările occidentale au făcut apeluri pentru eliberarea celor trei deținuți.
Lucian Iancu a fost deținut timp de cinci ani în penitenciarele Poarta Albă și Aiud. Autoritățile locale au dispus arderea a peste 20.000 de afișe, programe și fotografii în care apăreau numele sau chipul său. Această experiență de viață l-a marcat existențial, în ciuda mizeriilor suferite, și i-au schimbat perspectiva asupra vieții. Întrebat câțiva ani mai târziu într-un interviu de televiziune cum privea tentativa sa de fugă din țară, actorul a răspus: „Ca și când n-ar fi vorba despre mine, ca și când toate s-ar fi întâmplat altcuiva”.

### Revenirea în teatru
A fost eliberat din închisoare la 23 decembrie 1989, la o zi după începerea Revoluției din decembrie 1989, care a răsturnat regimul comunist, și a revenit ca actor la Teatrul „Lucia Sturdza Bulandra” din București (1990–1991) și apoi din nou la Teatrul Dramatic din Constanța. A făcut parte în anii 1990 din trupa de actori care a jucat la Limoges în spectacolul Trei surori de A.P. Cehov, în regia lui Silviu Purcărete. În îndelungata sa carieră, Lucian Iancu a interpretat peste 60 de roluri pe scena teatrului constănțean, printre care, în afara celor menționate anterior, se mai numără Domnul Papillon din Rinocerii de Eugen Ionescu (r. Laurian Oniga, 1993), Jupân Dumitrache din O noapte furtunoasă de I.L. Caragiale (r. Gheorghe Jora, 1993), Willy Loman din Moartea unui comis voiajor de Arthur Miller (r. Tudor Petruț, 1995), Ulise din Penthesileea de Mioara și Adrian Cremene (r. Cătălina Buzoianu, 1996), Dorn din Pescărușul de A.P. Cehov (r. Alexa Visarion, 1997), Ianke din Take, Ianke și Cadîr de Victor Ion Popa (r. Lucian Iancu și Virgil Andriescu, 1999), Gaev din Livada de vișini de A.P. Cehov și Zorn din Pana de automobil de Friedrich Dürrenmatt (r. Sorin Militaru).
În afara activității actoricești, el a regizat spectacole cu piesele George Dandin de Molière (1994), Desculț în parc de Neil Simon (1995), Sosesc deseară de Tudor Mușatescu (1996), Visul unei nopți de iarnă de Tudor Mușatescu (1998), Take, Ianke și Cadîr de Victor Ion Popa (1999), Ultima oră de Mihail Sebastian, La statuia lui Eminescu, Scene din viața lui Constantin cel Mare, Elixirul de dragoste și Mamaia în costum de baie. Un mare succes a obținut cu piesa Gaițele de Alexandru Kirițescu, care s-a jucat începând din 2012 cu săli pline până în anul 2022, când a fost inițiat un proces de reabilitare a clădirii teatrului și a trebuit mutată activitatea artistică într-o Sală Studio.
Lucian Iancu a îndeplinit încă de două ori funcția de director al Teatrului de Stat din Constanța în perioadele 1994–1998 și 2001–2004 și a fost, de asemenea, director artistic al Teatrului Național din Constanța (2004–2005), secretar literar al Agenției Artistice a Litoralului și membru în conducerea centrului român al Institutului Internațional de Teatru Mediteranean - I.I.T.M. A predat ca profesor la Universitatea „Hyperion” din București (1994–1996) și apoi la Universitatea „Ovidius” din Constanța (din 1996), unde s-a numărat printre fondatorii Facultății de Arte și a îndeplinit pentru o perioadă funcția de decan al Facultății de Teatru. În calitate de profesor, s-a implicat în pregătirea viitorilor actori și a regizat mai multe spectacole studențești.
Actorul a fost sărbătorit în iunie 2018 în cadrul evenimentului „Incredibila memorie a teatrului constănțean”, organizat de cotidianul Ziua de Constanța, fiindu-i oferite atunci medalia „Jean Ionescu”, placheta „#RespectTeatru” din partea Consiliului Județean Constanța și o scrisoare de mulțumire din partea Primăriei Municipiului Constanța. Cu ocazia aniversării a 80 de ani de viață ai actorului, Teatrul de Stat Constanța a organizat în 2 februarie 2020 un eveniment-surpriză în onoarea lui Lucian Iancu, înaintea începerii reprezentației spectacolului Gaițele, la sala Fantasio de pe Bulevardul Ferdinand. Întrebat atunci cu privire la planurile viitoare și la gândurile sale, actorul a răspuns că își dorea ca orașul Constanța să nu mai fie doar „o destinație de vacanță, în șlapi și bikini” și să aibă o dimensiune culturală mai importantă și o clădire teatrală nouă și a afirmat că fiecare persoană trebuie să privească înainte pentru că numai astfel poate spune că trăiește.

### Decesul
Lucian Iancu a decedat în ziua de 20 noiembrie 2024, la vârsta de 84 de ani.

## Filmografie
- B.D. la munte și la mare (1971) – vânătorul bărbos
- Adio dragă Nela (1972) – escrocul gras cu barbă
- Apașii (1974) – Chico
- Comedie fantastică (1975) – partener de bowling al Tapirului
- Pintea (1976) – Ioan din Călinești, pădurarul grofului Bartolok
- Profetul, aurul și ardelenii (1978) – Will Clanton, „Spaima din Abilene”
- Pentru patrie (1978) – ofițer român de stat major
- Avaria (1978)
- Al patrulea stol (1979) – Costea, pescar constănțean, gazdă a oaspeților de la Malu Roșu
- Bietul Ioanide (1980) – Dermigian, asistentul lui Manigomian
- Bună seara, Irina! (1980) – Neagu, ofițer de marină, directorul companiei Navrom
- Munții în flăcări (1980) – Eftimie Murgu
- Tridentul nu răspunde (1980) – Kemal
- Pruncul, petrolul și ardelenii (1981) – un bandit în slujba lui McCallum
- Punga cu libelule (1981) – Chiorul, un fost militar pretins invalid
- Destinația Mahmudia (1981) – directorul Vasiliu
- Un echipaj pentru Singapore (1982) – marinarul „Rânjitul”
- Dreptate în lanțuri (1984) – președintele Tribunalului
- Terente, regele bălților (1995) – Marcel Herșcovici, un bancher milionar evreu din Brăila
- Prea târziu (1996) – inginer
- Omul zilei (1997) – proprietarul barului de noapte de la Sinaia
- Minte-mă frumos în Centrul Vechi (2016) – Chiriță